# Hayedo del Retablo
El Hayedo del Retablo (en catalán: Fageda del Retaule) es un bosque de hayas situado dentro del Parque Natural de los Puertos, en el municipio de Cenia, al sur de la Provincia de Tarragona, España. Se trata del hayedo más meridional de España y uno de los situados más al sur de toda Europa (los hayedos del Monte Etna son los más meridionales). Sobrevive en áreas de umbría del Barranco del Retablo, en medio de las Vallcaneres.
En este bosque caducifolio, en muy poco espacio, conviven multitud de especies y atesora dos árboles monumentales colosales: el Faig Pare y el Pi Gros.
El Faig Pare es el haya más ilustre de este hayedo, por ser el mayor en edad y en tamaño, de unos 250 años de edad con un perímetro de tronco de más de 4 metros a la altura de los brazos, una altura de unos 24 metros y una copa de 25.